# 经典游戏展
經典遊戲展（英語：Classic Gaming Expo）是一個與昔日的人們、系统和游戏息息相關，並強調歷史電子遊戲的遊戲大會。該展覽由約翰·哈迪（John Hardie）、肖恩·凱利（Sean Kelly）與凱塔·伊達（Keita Iida）成立於1999年。在2000年時，喬·桑圖理（Joe Santulli）取代伊達成為展覽的組織者。
该大會通常會在内华达州的拉斯维加斯谷舉辦，但有时也會在矽谷舉行。
除了展览，凯莉、哈迪和桑圖理成立了電子遊戲历史博物馆，一種有著經典電子游戏和设备的行動博物館，會在E3（电子娱乐展）和GDC（遊戲開發者大會）展出。2016年4月，行動博物館慶祝其成為了所謂的，在德州法蘭西斯科的國立電子遊戲博物馆。目前其中一位创始成员，约翰·哈迪，正居住於其中並身兼館長。

## 历史
在1995年10月，游戏蒐藏家约翰·哈迪、Keita Iida和麥克·埃特勒（Mike Etler）在Etler's Howell、NJ電子遊戲商店和Video Game Connections成立了NAVA（北大西洋電子游戏迷）。其一季一度的事件是提供一个能讓電子遊戲蒐藏家聚在一起、並討論電子遊戲的收藏與購買的地方。该團體當時非常熱門，甚至吸引到来自加拿大东北到南卡罗莱纳州的遊戲蒐藏者們。
在1998年，哈迪和Iida决定把NAVA提升到全国等级。他们與Richard Tsukiji联手，將classic gaming memorabilia帶到Tsukiji's annual World of Atari show。該展覽於1998年8月21到23號於拉斯维加斯的Holiday Inn Boardwalk Hotel and Casino舉行。當時的活动成功到哈迪和Iida决定脱离World of Atari，並和肖恩·凱利一起建立他们自己的展覽，也就是经典遊戲展。
经典游戏展曾於下列日期和地点舉行過：
- 1999年8月14日至15日：拉斯维加斯，广场飯店
- 2000年7月29日至30日：拉斯维加斯，广场飯店
- 2001年8月11日至12日：拉斯维加斯，广场飯店 [7]
- 2002年8月10日至11日：拉斯维加斯，广场飯店
- 2003年8月9日至10日：拉斯维加斯，广场飯店
- 2004年8月21日至22日：聖荷西，聖荷西會議中心
- 2005年8月20日至21日：加州伯靈格姆，旧金山希尔顿机场
- 2007年7月28日至29日：拉斯维加斯，利為旅飯店
- 2010年7月31日至8月1日：拉斯维加斯，熱帶拉斯維加斯希爾頓逸林飯店
- 2012年8月11日至12日：拉斯维加斯，广场飯店
- 2014年9月12日至14日：拉斯维加斯，利為旅飯店

## 外部連結
- 经典游戏展的X（前Twitter）